# Gospatric, Earl of Northumbria
Gospatric (Cumbrisch „Diener des (heiligen) Patrick“ † nach 1073 auf Norham Castle) war Earl of Northumbria oder von Bernicia in England, und später Herr beträchtlicher Güter um Dunbar in Schottland. Seine Nachkommen hielten bis 1435 im Südosten Schottlands das Earldom of Dunbar, das später als Earldom of March bekannt wurde.

## Hintergrund
Gospatric war durch seine Mutter Ealdgyth und deren Mutter Ælfgifu, die mit Uhtred, Earl of Northumbria, verheiratet war, ein Urenkel von König Æthelred von England.
Oft wird er als Sohn von Maldred, dem Sohn Crínán von Dunkelds bezeichnet. Es wurde vermutet, dass Maldred kein Sohn von Crínáns bekannter Ehefrau Bethóc, der Tochter des schottischen Königs Malcolm III., sein könnte, da die Nachkommen von Gospatric keinen solchen Anspruch erhoben, als sie ihr Plädoyer in der Great Cause vorlegten (der Versammlung von 1291, in der die schottische Thronfolgefrage entschieden werden sollte), doch hat Gospatrics direkter Nachkomme, Patrick Dunbar, 7. Earl of Dunbar genau diesen Anspruch erhoben (siehe Anwärter auf den schottischen Thron).
Anstatt von einem Halbbruder des Königs Donnchad mac Crínán abstammen zu müssen, war Gospatric möglicherweise der jüngste Sohn von Earl Uhtred († 1016). Eine andere Konstruktion macht Gospatric zum Enkel von Uhtreds verlassener erster Frau, Ecgfritha, Tochter von Bischof Aldhun von Durham, durch Sigrida, ihre Tochter, und Kilvert, den Sohn von Ligulf. Wie auch immer seine Abstammung gewesen sein mag, Gospatric war eindeutig eine wichtige Figur in Northumbria und Cumbria, mit Verbindungen zur Familie von Earl Uhtred.
Die Vita Ædwardi Regis, in Auftrag gegeben von Königin Edith, enthält einen Bericht über die Wallfahrt nach Rom von Tostig Godwinson, Earl of Northumbria. Sie erzählt, wie eine Bande von Räubern Tostig und die mit ihm Pilgernden in Italien angriff, um den Earl zu entführen. Ein gewisser Gospatric "wurde wegen des Luxus‘ seiner Kleidung und seiner physischen Erscheinung, die in der Tat ausgezeichnet war", als Earl Tostig angesehen und es gelang ihm, die mutmaßlichen Entführer hinsichtlich seiner Identität zu täuschen, bis der echte Earl in Sicherheit war. Ob es sich um denselben Gospatric oder um einen Verwandten mit demselben Namen handelte, ist unklar, aber es wird vermutet, dass er Tostigs Gruppe sowohl als Geisel als auch als Gast angehörte.

## Harrying of the North
Nach seinem Sieg über Harold Godwinson in der Schlacht von Hastings ernannte Wilhelm der Eroberer im Frühjahr 1067 einen gewissen Copsi oder Copsig, einen Anhänger des verstorbenen Grafen Tostig, der 1065 mit seinem Herrn ins Exil geschickt worden war, zum Earl of Bernicia. Innerhalb von fünf Wochen war Copsi tot, getötet durch Osulf von Bamburgh, Enkel von Uhtred, der sich selbst zum Earl ernannte. Osulf wurde im Herbst, nach weniger als sechs Monaten als Earl, durch Banditen ermordet. Zu diesem Zeitpunkt bot Gospatric, der aufgrund der Wahrscheinlichkeit, dass er mit Oswulf und Uhtred verwandt war, einen plausiblen Anspruch auf das Earldom hatte, König Wilhelm eine große Summe an, um das Earldom of Bernicia zu erhalten. Der König, der gerade dabei war, hohe Steuern zu erheben, nahm an.
Zu Beginn des Jahres 1068 bedrohten eine Reihe von Aufständen in England sowie die Invasion ausländischer Truppen König Wilhelm ernsthaft. Gospatric wird unter den Anführern des Aufstands zusammen mit Edgar Ætheling, Edwin, Earl of Mercia und dessen Bruder Morcar genannt. Der Aufstand brach bald zusammen, und Wilhelm fuhr fort, viele der nördlichen Grundbesitzer zu enteignen und das Land Normannen zu geben. Für Gospatric bedeutete dies den Verlust seines Earldoms an Robert de Comines und das Exil in Schottland. Die Autorität von König Wilhelm, abgesehen von kleinen lokalen Problemen wie Hereward the Wake und Eadric the Wild schien sich nun sicher über England zu erstrecken.
Gospatric schloss sich der Invasionsarmee von Dänen, Schotten und Engländern unter Edgar Ætheling im nächsten Jahr an. Obwohl die Armee besiegt wurde, war er danach in der Lage, sich von seinem Besitz Bamburgh Castle aus mit dem Eroberer zu arrangieren, der ihn bis 1072 gewähren ließ. Die weitgehende Zerstörung Northumbrias, die als das Harrying of the North bekannt ist, bezieht sich auf diesen Zeitraum.

## Exil
Im Jahre 1072 entfernte Wilhelm der Eroberer Gospatric aus seinem Earldom of Northumbria, und er ersetzte ihn durch Sidwards Sohn Waltheof, 1. Earl of Northampton.
Gospatric floh ins Exil nach Schottland und ging kurz darauf nach Flandern. Als er nach Schottland zurückkehrte, erhielt er von König Malcolm III. die Burg „Dunbar und Länder neben ihr“ in „The Merse“ (Berwickshire). Diese namenlose Grafschaft im schottisch kontrollierten Norden Bernicias wurde später „Earldom of Dunbar“ genannt.
Nach der Chronik des Roger von Hoveden lebte Gospatric im Exil nicht mehr lange:

„Kurz darauf ließ er Aldwin und Turgot kommen, die Mönche, die zu dieser Zeit in Meilros lebten, in Armut und im Geiste zerknirscht, um Christi willen, und beendete sein Leben mit einem vollen Bekenntnis seiner Sünden und großer Klage und Buße in Ubbanford, das auch Norham genannt wird, und wurde in der Pforte der dortigen Kirche begraben.“

Er war Vater von drei Söhnen, und mindestens einer Tochter namens Uchtreda, die Duncan von Schottland heiratete, den Sohn König Malcolms III. Seine Söhne sind:
- Gospatric II., Earl of Lothian, der 1138 in der Standartenschlacht getötet wurde.
- Dolfin of Carlisle, der wohl von Malcolm die Herrschaft über Carlisle bekam; Dolfin wurde auch mit Dolfin de Bradeley identifiziert und ist vermutlich der Ahnherr der Familien Bradley, Staveley, De Hebden, und Thoresby.
- Waltheof of Allerdale, Abt von Croyland